# Marathon de Tokyo 2018
Navigation
Édition précédente Édition suivante
Le Marathon de Tokyo 2018 (en japonais : 東京マラソン 2018) est la 12e édition du Marathon de Tokyo qui a eu lieu le 25 février 2018. C’est le premier des World Marathon Majors de l’année. La course est remportée chez les hommes par le Kényan Dickson Chumba en 2 h 5 min 30 tandis que le Japonais Yūta Shitara, le deuxième arrivé, bat à cette occasion le record d’Asie en 2 h 6 min 11 s. Chez les femmes, c’est l'Éthiopienne Birhane Dibaba qui s’impose en 2 h 19 min 51 s.

## Résultats

### Hommes

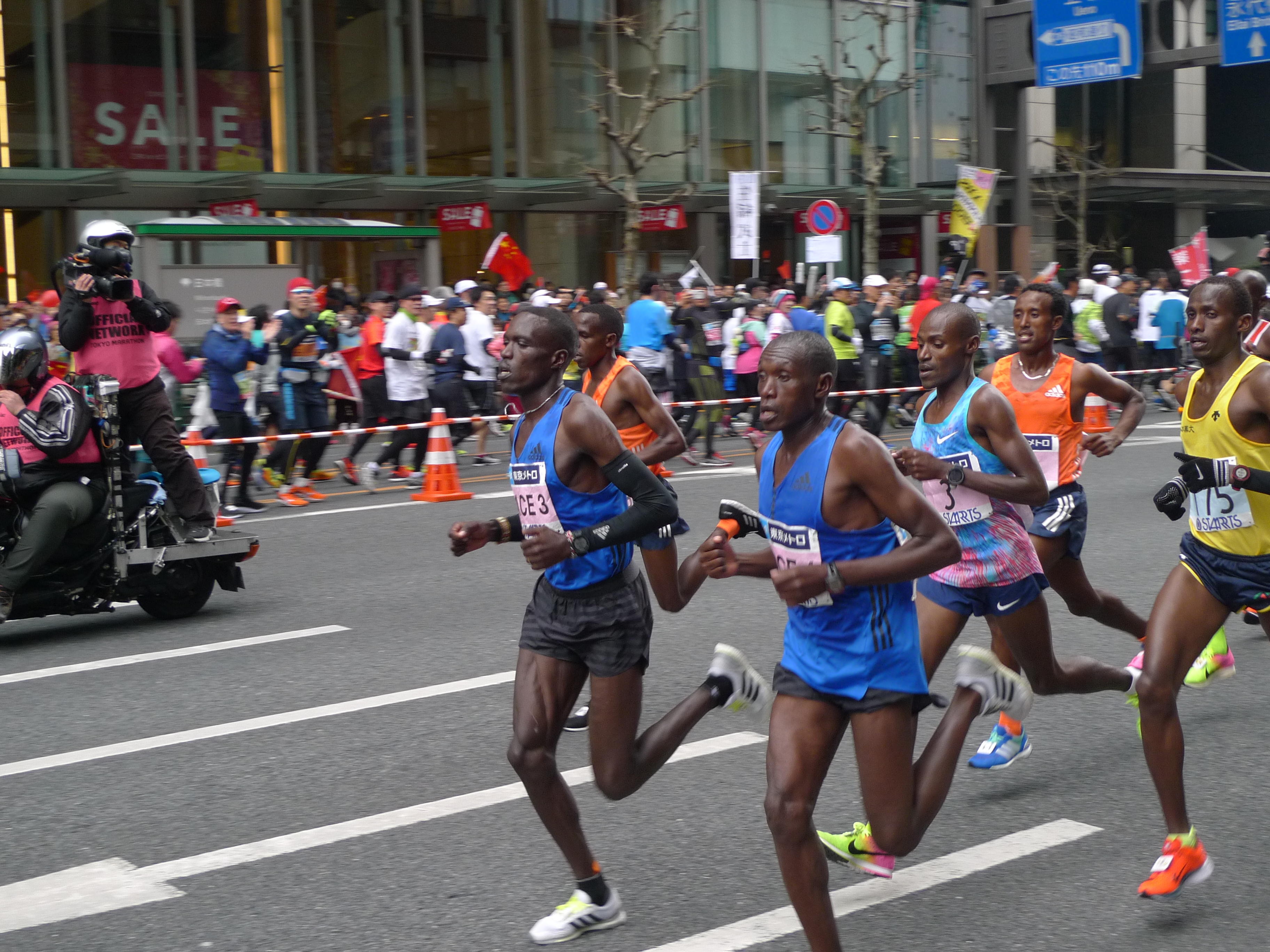
Chumba (en bleu clair) avec ses lièvres.

| Rang               | Athlète                | Nationalité | Temps                    |
| ------------------ | ---------------------- | ----------- | ------------------------ |
| Médaille d'or      | Dickson Chumba         | Kenya       | 2 h 5 min 30 s           |
| Médaille d'argent  | Yūta Shitara           | Japon       | 2 h 6 min 11 s (AR) (NR) |
| Médaille de bronze | Amos Kipruto           | Kenya       | 2:06:33                  |
| 4                  | Gideon Kipketer        | Kenya       | 2:06:47                  |
| 5                  | Hiroto Inoue           | Japon       | 2:06:54                  |
| 6                  | Feyisa Lilesa          | Éthiopie    | 2:07:30                  |
| 7                  | Ryo Kineme             | Japon       | 2:08:08                  |
| 8                  | Chihiro Miyawaki       | Japon       | 2:08:45                  |
| 9                  | Kenji Yamamoto         | Japon       | 2:08:48                  |
| 10                 | Yuki Sato              | Japon       | 2:08:58                  |
| 11                 | Mohamed Reda El Aaraby | Maroc       | 2:09:18                  |
| 12                 | Kohei Ogino            | Japon       | 2:09:36                  |
| 13                 | Tadashi Isshiki        | Japon       | 2:09:43                  |
| 14                 | Akinobu Murasawa       | Japon       | 2:09:47                  |
| 15                 | Simon Kariuki          | Kenya       | 2:10:00                  |
| 16                 | Asuka Tanaka           | Japon       | 2:10:13                  |
| 17                 | Hiroki Yamagishi       | Japon       | 2:10:14                  |
| 18                 | Daichi Kamino          | Japon       | 2:10:18                  |
| 19                 | Kengo Suzuki           | Japon       | 2:10:21                  |
| 20                 | Tsegaye Mekonnen       | Éthiopie    | 2:10:26                  |

### Femmes

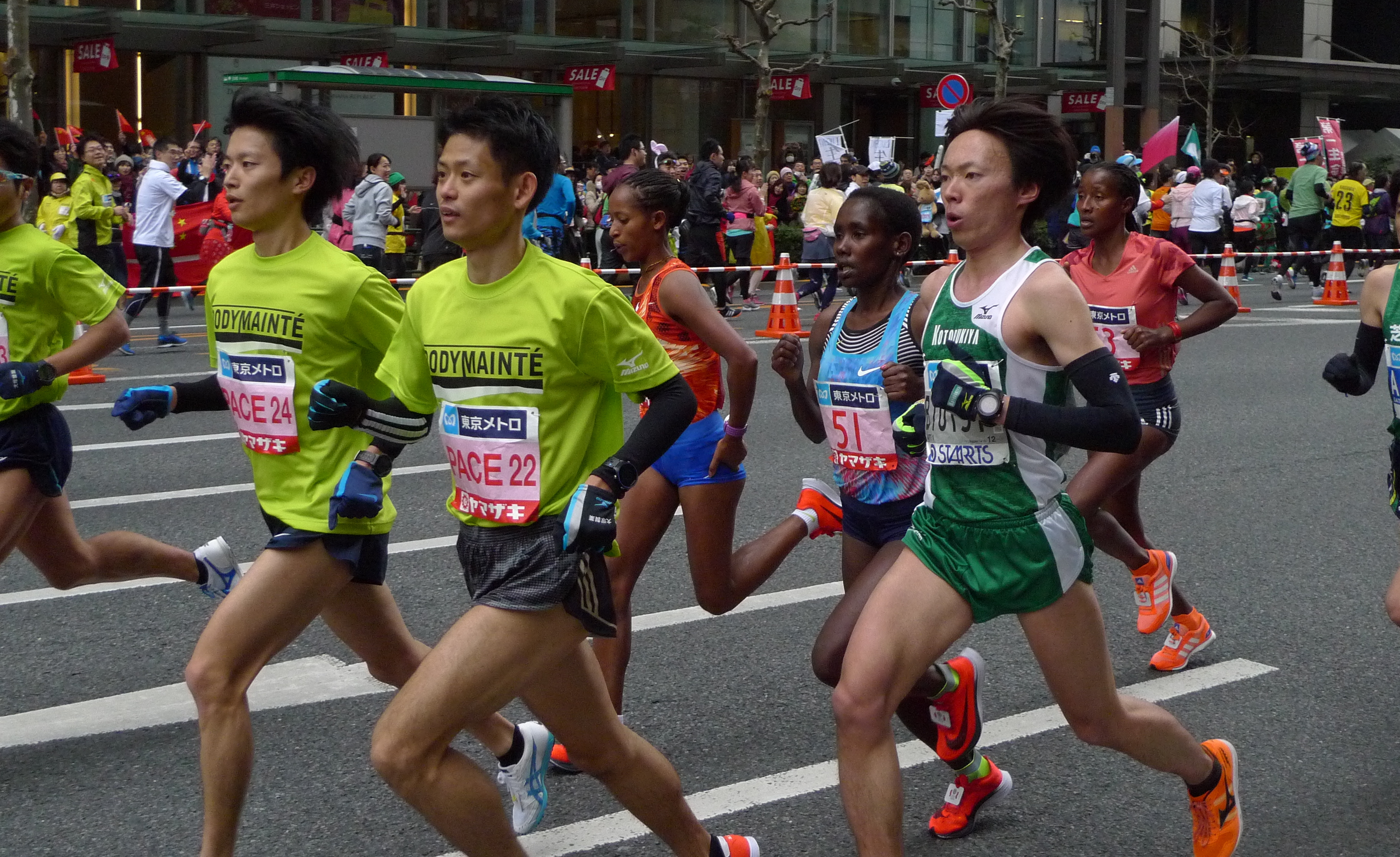
Tête de la course avec des lièvres masculins.

| Rang               | Athlète          | Nationalité | Temps   |
| ------------------ | ---------------- | ----------- | ------- |
| Médaille d'or      | Birhane Dibaba   | Éthiopie    | 2:19:51 |
| Médaille d'argent  | Ruti Aga         | Éthiopie    | 2:21:19 |
| Médaille de bronze | Amy Cragg        | États-Unis  | 2:21:42 |
| 4                  | Shure Demise     | Éthiopie    | 2:22:07 |
| 5                  | Helah Kiprop     | Kenya       | 2:28:58 |
| 6                  | Hiroko Yoshitomi | Japon       | 2:30:16 |
| 7                  | Madoka Nakano    | Japon       | 2:31:41 |
| 8                  | Mao Uesugi       | Japon       | 2:31:49 |
| 9                  | Marie Imada      | Japon       | 2:32:00 |
| 10                 | Zhang Meixia     | Japon       | 2:33:02 |
| 11                 | Asuka Yamamoto   | Japon       | 2:34:26 |
| 12                 | Yoshiko Sakamoto | Japon       | 2:35:40 |
| 13                 | Nana Sato        | Japon       | 2:37:34 |
| 14                 | Yumiko Kinoshita | Japon       | 2:38:51 |
| 15                 | Haruka Yamaguchi | Japon       | 2:39:42 |
| 16                 | Kasumi Takahama  | Japon       | 2:39:49 |
| 17                 | Momoko Tanaka    | Japon       | 2:42:09 |
| 18                 | Shinobu Ayabe    | Japon       | 2:42:31 |
| 19                 | Minami Nakashima | Japon       | 2:43:16 |
| 20                 | Shiori Shimomura | Japon       | 2:43:27 |